# Зуко Джумхур
Зулфикар (Зуко) Джумхур (на босненски: Zuko Džumhur) (1921 – 1989) е писател (пътеписец, филмов и телевизионен сценарист), художник (карикатурист, театрален сценограф и костюмограф), изкуствовед от Босна и Херцеговина.

## Биография
Роден е в Кониц (Konjic) (Херцеговина) на 24 септември 1921 г. Основно училище и първите класове на гимназията завършва в Белград, а последните класове на гимназията – в Сараево. Завършва Художествената академия в Белград в класа на Петар Добрович (1890-1942).
Като карикатурист сътрудничи на много вестници и списания. Публикува над 10 000 карикатури. Направил е 35 театрални сценографии.
Написва сценарии за няколко късометражни и за 3 игрални филма: „Зеленото сукно на Монтенегро“ (1967, заедно с Момо Капор), „Хороскоп“ (1969) и „Мирис на дюля“ (1982). През последните 10 години от живота си работи в сараевската телевизия като сценарист и водещ на предаването „Ходолюбие“ (тоест любов към ходенето, измислена от него дума: самият той е „ходолюбец“, т.е. обича да ходи). Публикува следните сборници с пътеписи: „Некролог на една чаршия“ (1958) (с предговор от Иво Андрич), „Писма от Азия“ (1974), „Ходолюбия“ (1982), „Пътуване с бял кораб“ (1982), „Писма от Африка и Европа“ и „Стогодишни приказки“ (1978), както и статии под общо заглавие „Адакале“. Посмъртно са публикувани „Избрани съчинения“ (1991) и „Пътеписи“ (1997). В пътеписите на Зуко Джумхур доминира любознателността (характерна за романтичния пътепис), разказът му е епичен и не много динамичен, но в определени моменти се устремява към детайлите, получава се лирична компактност на метафори, неочаквани сравнения и парадокси.
Умира в Херцег Нови, СР Черна гора, Югославия на 27 декември 1989 г.

## Автентичен гений
Момо Капор в интервюто „Сантиментални спомени“ (2003) и в книгата „Зеленото сукно на Монтенегро“ (1992) разказва за Зуко Джумхур:
„... в живота си съм срещал... автентични гении. Всичко, което са ми говорили, е било гениално, свежо и неочаквано. Един от тях беше Зуко Джумхур. До каквото се докоснеше, се превръщаше в изкуство: нарисуваното на салфетка, на платно, на хартия, или онова, което е написал или преживял, пропагандирайки личния си стил на живот, за който всички се лепваха като мухи...
Господ Бог наистина не е пестил даровете, когато ги полагал в люлката на Зуко... През целия си живот той носеше срамежливо и дискретно всички свои таланти, сякаш извинявайки се на останалите, които се чувстваха край него посредствени...
Зуко Джумхур ми даде най-важните уроци в живота, на първо място, че не всичко е в парите и че може и без тях. Независимо от това, колко беше пил или изцапан, спазваше някакъв благороднически ред: обядваше в точно определено време и всеки ден всичко на масата трябваше да бъде поставено в съответствие с най-строгия етикет...
Като човек с изключителен дар, Зуко Джумхур изобщо не водеше сметка за своите рисунки. Неговата деликатност не му позволяваше да им обръща прекалено внимание и да си води двойно счетоводство за по-нататъшната им съдба, след като излязат под перото му. Рисунките, правени за вестници или като илюстрации на негови или чужди книги, изчезваха веднага след клиширане и никога не се връщаха в редакцията. Биваха откраднати, присвоени, подарени или загубени... Самият той не притежаваше нищо, освен чувството, че във всеки миг може отново да направи своето изкуство.“